# Обыкновенная мускусная черепаха
Обыкновенная мускусная черепаха (Sternotherus odoratus) — вид иловых черепах.
Обыкновенная мускусная черепаха имеет овальный карапакс, у молодых особей — с тремя продольными гребнями. На грязно-буром фоне головы и шеи хорошо видны светлые продольные полосы. Самцы отличаются от самок более длинным хвостом, коротким пластроном и шиповатыми чешуйками на внутренних сторонах задних ног. Чешуйки служат самцу для удержания самки при спаривании.
Живёт эта черепаха в самых различных водоёмах на востоке и юго-востоке США, а также проникает на крайний юго-восток Канады. Она ведёт исключительно водный образ жизни, хорошо плавает, но чаще всего бродит по дну водоёма в поисках пищи. Её пищу составляют водные насекомые, моллюски, водная растительность, мелкая рыба. Охотно поедает всевозможную падаль и является хорошим санитаром водоёма.
С апреля по июль происходит откладка яиц. Обычно самка роет неглубокую ямку и кладёт в неё от 2 до 7 яиц. Яйца покрыты твёрдой и хрупкой скорлупой. Однако часто самка не роет гнезда, а помещает яйца в какое-нибудь углубление почвы или просто оставляет их на поверхности. При поимке эта черепаха ведёт себя воинственно, энергично вырывается и больно кусается. Кроме того, в целях защиты она выделяет секрет мускусных желёз, находящихся сзади и сбоку под панцирем. При содержании в неволе характер черепахи меняется: она становится спокойной и мирной. Продолжительность жизни в неволе до 23 лет.